# Asti (vino)

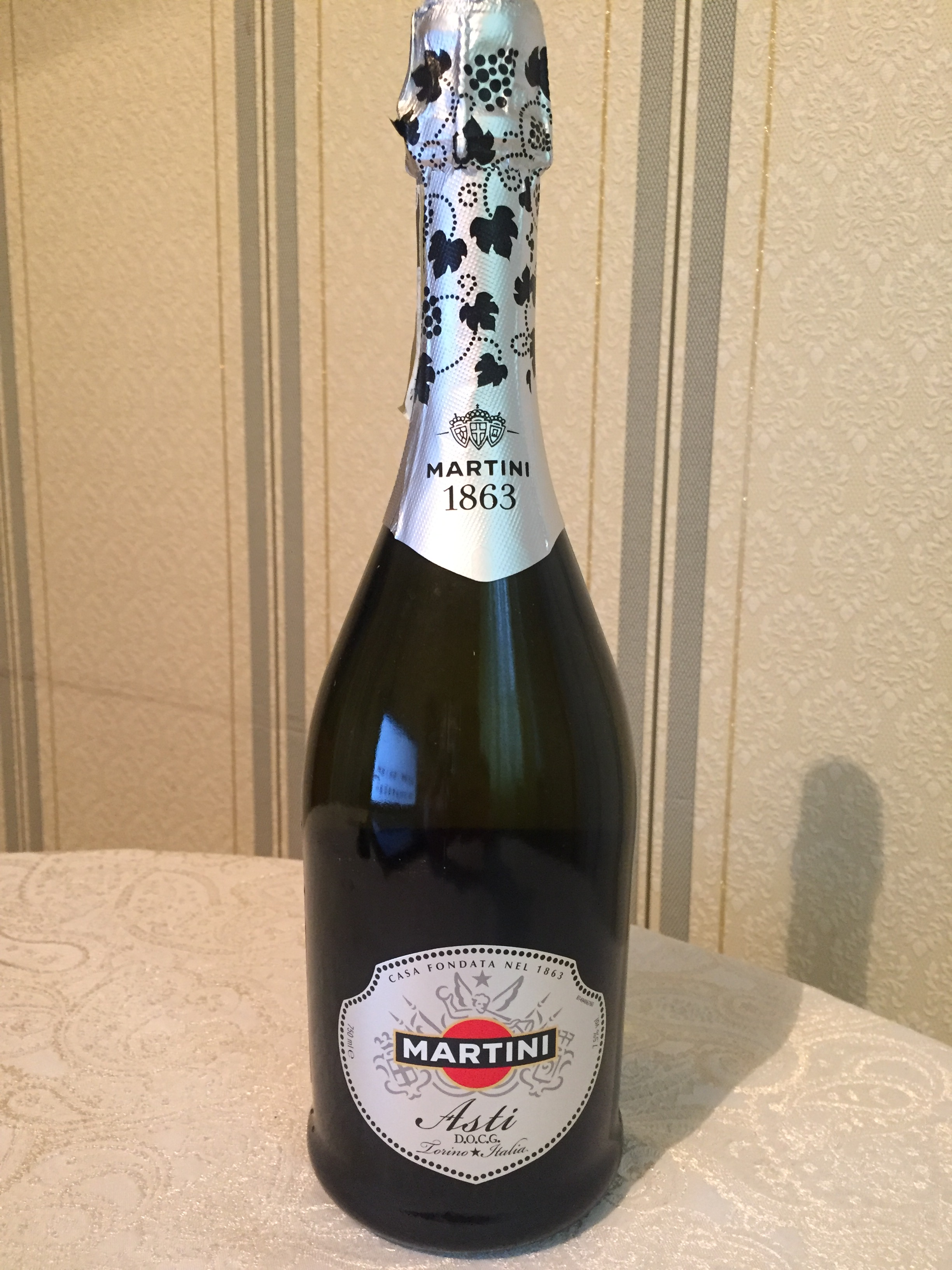
Bottiglia di Asti spumante

Asti è una DOCG riservata ad alcuni vini la cui produzione è consentita nelle province di Alessandria, Asti e Cuneo.
Si tratta del vino italiano DOCG più esportato e, nella versione spumante, è lo spumante dolce a denominazione più conosciuto al mondo.

## Zona di produzione
La zona di produzione comprende l'intero territorio dei comuni di Acqui Terme, Alice Bel Colle, Bistagno,  Cassine,  Grognardo, Ricaldone, Strevi, Terzo e Visone in provincia di Alessandria; Bubbio, Calamandrana, Calosso, Canelli, Cassinasco, Castagnole Lanze, Castel Boglione, Castelletto Molina, Castelnuovo Belbo, Castel Rocchero, Cessole, Coazzolo, Costigliole d'Asti, Fontanile, Incisa Scapaccino, Loazzolo, Maranzana, Mombaruzzo, Monastero Bormida, Montabone, Nizza Monferrato, Quaranti, San Marzano Oliveto, Moasca, Sessame, Vesime, Rocchetta Palafea e San Giorgio Scarampi in provincia di Asti; Castiglione Tinella, Cossano Belbo, Mango, Neive, Neviglie, Rocchetta Belbo, Serralunga d'Alba, Santo Stefano Belbo, Santa Vittoria d'Alba, Treiso, Trezzo Tinella, Castino e Perletto in provincia di Cuneo, nonché delle frazioni di Como e San Rocco Seno d'Elvio del comune di Alba.

### Sottozone
Canelli: l'intero territorio dei comuni di Calamandrana, Calosso, Canelli, Cassinasco, Castagnole Lanze, Coazzolo, Costigliole d'Asti, San Marzano Oliveto, Moasca, nonché la sinistra orografica del fiume Bormida dei comuni di Loazzolo e Bubbio in provincia di Asti; l'intero territorio dei Comuni di Camo, Castiglione Tinella, Cossano Belbo, Mango, Neive, Neviglie, Rocchetta Belbo, Serralunga d'Alba, S. Stefano Belbo, Treiso, Trezzo Tinella e le frazioni di Como e San Rocco Seno d'Elvio del comune di Alba in provincia di Cuneo.
Santa Vittoria d'Alba: l'intero territorio del comune di Santa Vittoria d'Alba in provincia di Cuneo.
Strevi: l'intero territorio dei comuni di Acqui Terme, Cassine, Ricaldone, Strevi, Terzo, Alice Bel Colle, Bistagno, Grognardo e Visone in provincia di Alessandria.

## Storia

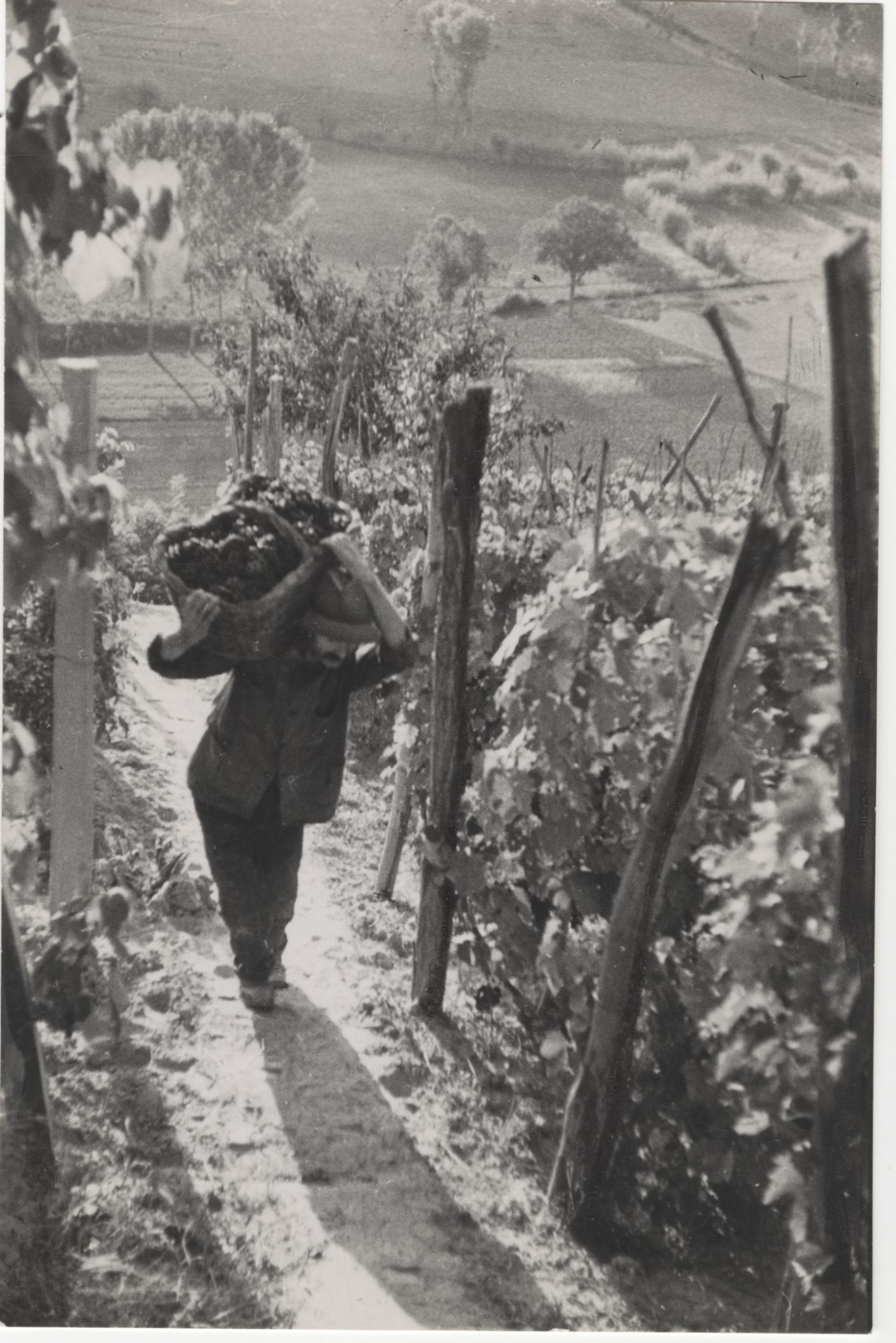
Vendemmia sulle colline di Asti nel 1940

La prima delimitazione della zona di produzione dell'Asti, comprendente 45 comuni, risale al 1932.

Il Moscato bianco è un vitigno antico, proveniente dal bacino orientale del Mediterraneo. La diffusione di queste uve è dovuta al particolare gusto dolce che si otteneva facendole appassire.
A partire dal Trecento, il vino dolce aromatico divenne molto ricercato, e grazie principalmente ai commerci che Venezia aveva nel Mediterraneo orientale si diffuse nella penisola italiana con il nome di "vino greco".
Nel 1511, l'uva è citata come "Muscatellum" negli statuti di La Morra,
e nel 1597, sono richieste talee di Moscato alla comunità di Santo Stefano Belbo da parte del duca di Mantova.
Il milanese Giovan Battista Croce, gioielliere del Duca di Savoia Carlo Emanuele I, si trasferì in Piemonte alla fine del XVI secolo e può essere considerato il fondatore della branca enologica piemontese che ha dato origine ai vini dolci, aromatici e poco alcolici.
Proprietario di un vigneto tra Montevecchio e Candia, il Croce produsse alcuni vini ottenuti da sperimentazioni da lui stesso eseguite e pubblicate in un libro dal titolo "Della eccellenza e diversità dei vini che sulla montagna di Torino si fanno e del modo di farli" (stampato nel 1606).
In questo manuale Giovan Battista Croce trattò di alcune tecniche ancora attuali al giorno d'oggi dalla spremitura alla purificazione, che consiste di asportare tutte le sostanze impure dal vino (sostanze pectiche e mucillaginose), fino all'uso del freddo per bloccare la fermentazione.
La divulgazione di queste notizie permise lo sviluppo del vino bianco in tutto il Piemonte e l'affermazione di questo sui mercati mondiali.
Carlo Gancia, nel 1865, apprese le tecniche di spumantizzazione dallo Champagne, le applicò nella sua azienda di vini a Canelli, dal principio sui vini rossi amabili (a similitudine dei vini dello Champagne), poi estese il raggio anche alle uve moscato.
A Gancia va dato il merito di essere riuscito a bloccare la fermentazione delle uve dolci, con una attenta e ripetuta filtrazione del mosto, ottenendo un prodotto ancora dolce e poco alcolico che a quel tempo venne denominato Moscato Champagne.
Il successo del vino fu eclatante. In breve tempo molte ditte dell'astigiano cominciarono a produrre il nuovo vino, fa le quali i Fratelli Cora a Costigliole d'Asti, Francesco Cinzano a Santo Stefano Belbo e Santa Vittoria d'Alba, Martini & Rossi a Montechiaro d'Asti, Contratto, Alessandro Zoppa, Bosca e Riccadonna a Canelli.
Nel XX secolo le tecniche vennero perfezionate ad opera di Martinotti (Metodo Martinotti), che brevettò il sistema di spumantizzazione rapido in grandi recipienti ed Alfredo Marone che migliorò il sistema di filtrazione sotto pressione.
Dal 2011 è stata inserita nel disciplinare anche la versione spumante ottenuta col metodo classico.

## Tecniche di produzione
Tutte le operazioni devono essere effettuate  nelle provincie di Alessandria, Asti, Cuneo e nella frazione  Pessione  del comune di Chieri.
Sono  consentiti i termini   vigna, accompagnato dal relativo toponimo, e la specificazione dell'attività agricola dell'imbottigliatore.

### Spumanti
Per la tipologia Metodo  classico (metodo tradizionale), è consentito indicare la data di sboccatura.
Per la tipologia ottenuta con  fermentazione  naturale  in  autoclave,  è consentito indicare in etichetta "metodo Martinotti".
Sono vietate le chiusure con tappo a prevalenza plastica o sintetica, con tappo tecnico in sughero senza rondelle con granulometria superiore a 2 millimetri a contatto con il vino.
I tappi devono essere marchiati indelebilmente "Asti"  o  "Asti Spumante".
La lavorazione con il metodo Martinotti non  può durare meno di un mese; per il metodo classico deve durare almeno nove mesi e compiersi completamente in azienda.

### Moscati
Si tratta di un vino frizzante la cui presa di spuma è ottenuta bloccando in autoclave la fermentazione del mosto-vino tramite rapida refrigerazione, raggiunta la gradazione alcolica svolta di circa 5% vol e il residuo zuccherino si aggira intorno ai 100 g/l.
Per tutte le tipologie  è sempre obbligatoria l'indicazione dell'annata di produzione delle uve.
È vietato l'uso del tappo a fungo, della gabbietta, del tappo corona, del tappo a prevalenza plastica o sintetica,  del tappo tecnico in sughero senza rondelle con granulometria superiore a 2 millimetri a contatto con il vino.
I tappi devono essere marchiati indelebilmente "Moscato d'Asti".
All'apertura della bottiglia la pressione  non deve superare i 2,5 bar.

## Disciplinare
La DOC Asti è stata istituita con DPR 09.07.1967 pubblicato sulla Gazzetta Ufficiale n. 199 del 09.08.1967
 Successivamente è stata trasformata in DOCG con DM 29.11.1993 pubblicato sulla Gazzetta Ufficiale n. 287 del 07.12.1993

In seguito è stata modificata con
- DM 14.08.1995 GU n. 228 - 29.09.1995
- DM 05.05.2008 GU n. 123 - 27.05.2008
- DM 21.11.2011 GU n. 281 - 02.12.2011
- DM 30.11.2011 GU n. 295 - 20.12.2011 Pubblicato sul sito ufficiale del Mipaaf
- DM 16.05.2012 GU n. 119 - 23.05.2012
- DM 12.07.2013 Pubblicato sul sito ufficiale del Mipaaf
- DM 22.07.2013 Pubblicato sul sito ufficiale del Mipaaf
- DM 19.02.2014 GU n. 51 - 3.03.2014
- DM 07.03.2014 Pubblicato sul sito ufficiale del Mipaaf
- DM 09.09.2014 GU n.216 – 17.09.2014 Pubblicato sul sito ufficiale del Mipaaf
- DM 17.02.2015 GU n.47 – 26.02.2015
- DM 09.10.2020, GU n.262  del  22.10.2020
- La versione in vigore è stata approvata con D.D. 22.12.2021, GU n. del 07.01.2022[1]

## Tipologie

### Asti
Si può indifferentemente etichettare come Asti o Asti Spumante

Son previste le versioni spumante e spumante metodo classico, entrambe da pas dosé a dolce. 
|                                | spumante                                                      | spumante metodo classico                                      |
| uvaggio                        | Moscato bianco minimo 97%, altri vitigni aromatici massimo 3% | Moscato bianco minimo 97%, altri vitigni aromatici massimo 3% |
| titolo alcolometrico minimo    | 11,50% vol.                                                   | 12,00% vol.                                                   |
| titolo alcolometrico svolto    | almeno 6,00% vol.                                             | almeno 6,00% vol.                                             |
| acidità totale minima          | 4,5 g/l.                                                      | 6,0 g/l                                                       |
| estratto secco minimo          | 15,0 g/l                                                      | 17,0 g/l                                                      |
| resa massima di uva per ettaro | 100 q.                                                        | 100 q.                                                        |
| resa massima di uva in vino    | 75%                                                           | 75%                                                           |

#### Caratteri organolettici
Lo spumante "metodo classico" offre immediatamente un intenso e fragrante aroma di moscato, con sentori di glicine, acacia e miele.

#### Abbinamenti consigliati
È lo spumante tradizionalmente abbinato ai dessert in genere, ma l'abbinamento migliore avviene con i dolci a base di mandorle e nocciole.

### Moscato d'Asti
È prevista anche la versione vendemmia tardiva, che deve  essere affinata almeno un anno.
|                                | Moscato d'Asti                                                | Vendemmia tardiva                                             |
| uvaggio                        | Moscato bianco minimo 97%, altri vitigni aromatici massimo 3% | Moscato bianco minimo 97%, altri vitigni aromatici massimo 3% |
| titolo alcolometrico minimo    | 11,00% vol.                                                   | 14,00% vol.                                                   |
| titolo alcolometrico svolto    | tra il 4,50% e il 6,50%                                       | almeno 11,00% vol.                                            |
| acidità totale minima          | 4,5 g/l                                                       | 4,5 g/l                                                       |
| estratto secco minimo          | 15,0 g/l                                                      | 22,0 g/l                                                      |
| resa massima di uva per ettaro | 100 q.                                                        | 60 q.                                                         |
| resa massima di uva in vino    | 75%                                                           | 50%                                                           |

#### Caratteri organolettici
Di colore giallo dorato tenue con riflessi paglierino, il Moscato d'Asti ha profumo fruttato, con sentori di miele, salvia e muschio; il sapore ricorda l'uva da cui proviene.

#### Abbinamenti consigliati
Pasticceria secca, torta di nocciole, panettone e dolci simili

### Sottozona Canelli
Nei comuni in provincia di Asti può fregiarsi in alternativa della DOCG "Canelli"
La versione vigna è ulteriormente regolamentata.
|                                | Moscato d'Asti                                                | Vigna                                                         |
| uvaggio                        | Moscato bianco minimo 97%, altri vitigni aromatici massimo 3% | Moscato bianco minimo 97%, altri vitigni aromatici massimo 3% |
| titolo alcolometrico minimo    | 12,00% vol.                                                   | 14,00% vol.                                                   |
| titolo alcolometrico svolto    | 4,50% e il 6,50%                                              | almeno 11,00% vol.                                            |
| acidità totale minima          | 4,5 g/l                                                       | 4,5 g/l                                                       |
| estratto secco minimo          | 16,0 g/l                                                      | 22,0 g/l                                                      |
| resa massima di uva per ettaro | 95 q.                                                         | 85 q.                                                         |
| resa massima di uva in vino    | 75%                                                           | 75%                                                           |

### Sottozona Santa Vittoria d'Alba
È prevista la versione vendemmia tardiva, che deve venire invecchiata due anni.
|                                | Moscato d'Asti                                                | Vendemmia tardiva                                             |
| uvaggio                        | Moscato bianco minimo 97%, altri vitigni aromatici massimo 3% | Moscato bianco minimo 97%, altri vitigni aromatici massimo 3% |
| titolo alcolometrico minimo    | 12,00% vol., di cui svolto tra il 4,50% e il 6,50%            | 1500% vol., di cui svolto almeno 12,00% vol.                  |
| acidità totale minima          | 5,0 g/l.                                                      | 4,5 g/l                                                       |
| estratto secco minimo          | 15,0 g/l                                                      | 22,0 g/l                                                      |
| resa massima di uva per ettaro | 90 q.                                                         | 50 q.                                                         |
| resa massima di uva in vino    | 72%                                                           | 45%                                                           |

### Sottozona Strevi
| uvaggio                        | Moscato bianco minimo 97%, altri vitigni aromatici massimo 3% |
| titolo alcolometrico minimo    | 12,00% vol., di cui svolto tra il 4,50% e il 6,50%            |
| acidità totale minima          | 4,5 g/l.                                                      |
| estratto secco minimo          | 15,0 g/l                                                      |
| resa massima di uva per ettaro | 95 q.                                                         |
| resa massima di uva in vino    | 75%                                                           |